# Melanoloma affine
Melanoloma affine är en tvåvingeart som beskrevs av Friedrich Hermann Loew 1873. Melanoloma affine ingår i släktet Melanoloma och familjen Richardiidae. Inga underarter finns listade i Catalogue of Life.